# 1784년
1784년은 목요일로 시작하는 윤년이다.

## 연호
- 청(淸) 건륭(乾隆) 49년
- 일본(日本) 덴메이(天明) 4년
- 후 레 왕조(後黎朝) 까인흥(景興) 45년
- 떠이선 왕조(西山朝) 타이득(泰德) 7년

## 기년
- 류큐(琉球) 쇼보쿠왕(尚穆王) 33년
- 청(淸) 고종 건륭제(高宗 乾隆帝) 49년
- 조선(朝鮮) 정조(正祖) 8년
- 후 레 왕조(後黎朝) 현종(顯宗) 45년
- 떠이선 왕조(西山朝) 태덕제(泰德帝) 7년

## 사건
- 1월 13일(음력 12월 21일) - 조선의 대청(對淸) 사신 동지 겸 사은 정사 황인점(黃仁點) 일행이 북경에 이르러 서관(西館)에 거처를 정하고, 그날로 예부(禮部)에 가서 표문(表文)·자문(咨文)을 바치니, 한 시랑(漢侍郞) 장존여(莊存與)가 이를 받았다.[1] 이 일행에는 이승훈도 포함되어 있었다.[2]
- 1월 22일(음력 1월 1일) - 청나라 북경 태화전(太和殿)에서 동반·서반 및 조선·유구국의 사신들이 고종 건륭제에게 행례(行禮)하였다.[3]
- 음력 1월 - 이승훈이 북경의 주교좌(主敎座)성당인 남천주당에서 그라몽(Jean de Grammont, 梁棟材)  신부로부터 영세를 받고 조선 천주교회의 주춧돌이 되라는 뜻에서 베드로(반석)라는 세례명을 받았다.
- 4월 13일(음력 3월 24일) - 이승훈이 성서와 성상·묵주 등을 가지고 한양으로 돌아왔다.
- 8월 27일 - 첫 풍선기구가 에든버러에서 제임스 타일러에 의해 만들어짐
- 이승훈, 이벽 등이 수표교 부근의 이벽의 집에서 교리공부를 하고 전교활동을 하였고, 가을에는 이승훈이 이벽의 집에서 김범우에게 세례를 주었다.
- 겨울 - 정약용, 정약종, 정약전, 이벽, 이가환, 이승훈과 권일신 등은, 신자가 늘어나 이벽의 집으로는 비좁아지자,   한성부 명례방에 있는 좀더 넓은  김범우의 집에서 이어서, 정기적으로 모여 미사를 집전하고 교리 공부 등을 시작하였다. 이로서 명례방공동체가 생겨났다.[4]
- 카를 프리드리히 가우스가 유명한 등차수열의 합 공식, (n(n+1))/2를 7세 때 생각해 냄.
- 조선의 실학자 유득공이 발해에 관한 역사서인 《발해고(渤海考)》를 저술함
- 조선인으로는 최초로 이승훈이 중국에서 천주교 세례를 받았다.[5]

## 탄생
- 2월 5일 - 미국 제16대 대통령인 에이브러햄 링컨의 어머니 낸시 행크스. (~?)
- 4월 9일 - 에스파냐의 군인, 정치인 라파엘 델 리에고. (~1823년)
- 11월 15일 - 나폴레옹의 3번째 동생이며 베스트팔렌 왕국 국왕 제롬 보나파르트. (~1860년)
- 11월 24일 - 미국의 제12대 대통령 재커리 테일러. (~1850년)

### 미상
- 조선의 가톨릭 순교자 김 로사. (~1839년)

## 사망
- 7월 8일 - 스웨덴의 화학자, 박물학자 토르베른 올로프 베리만. (1735년~)
- 7월 31일 - 프랑스 계몽주의 철학자, 작가 드니 디드로. (1713년~)

## 참고 문헌
- 춘추관 관원들 (1805). 《정조실록》.

## 달력
| 1월 |    |    |    |    |    |    |
| 일  | 월 | 화 | 수 | 목 | 금 | 토 |
|     |    |    |    | 1  | 2  | 3  |
| 4   | 5  | 6  | 7  | 8  | 9  | 10 |
| 11  | 12 | 13 | 14 | 15 | 16 | 17 |
| 18  | 19 | 20 | 21 | 22 | 23 | 24 |
| 25  | 26 | 27 | 28 | 29 | 30 | 31 |

| 2월 |    |    |    |    |    |    |
| 일  | 월 | 화 | 수 | 목 | 금 | 토 |
| 1   | 2  | 3  | 4  | 5  | 6  | 7  |
| 8   | 9  | 10 | 11 | 12 | 13 | 14 |
| 15  | 16 | 17 | 18 | 19 | 20 | 21 |
| 22  | 23 | 24 | 25 | 26 | 27 | 28 |
| 29  |    |    |    |    |    |    |

| 3월 |    |    |    |    |    |    |
| 일  | 월 | 화 | 수 | 목 | 금 | 토 |
|     | 1  | 2  | 3  | 4  | 5  | 6  |
| 7   | 8  | 9  | 10 | 11 | 12 | 13 |
| 14  | 15 | 16 | 17 | 18 | 19 | 20 |
| 21  | 22 | 23 | 24 | 25 | 26 | 27 |
| 28  | 29 | 30 | 31 |    |    |    |

| 4월 |    |    |    |    |    |    |
| 일  | 월 | 화 | 수 | 목 | 금 | 토 |
|     |    |    |    | 1  | 2  | 3  |
| 4   | 5  | 6  | 7  | 8  | 9  | 10 |
| 11  | 12 | 13 | 14 | 15 | 16 | 17 |
| 18  | 19 | 20 | 21 | 22 | 23 | 24 |
| 25  | 26 | 27 | 28 | 29 | 30 |    |

| 5월 |    |    |    |    |    |    |
| 일  | 월 | 화 | 수 | 목 | 금 | 토 |
|     |    |    |    |    |    | 1  |
| 2   | 3  | 4  | 5  | 6  | 7  | 8  |
| 9   | 10 | 11 | 12 | 13 | 14 | 15 |
| 16  | 17 | 18 | 19 | 20 | 21 | 22 |
| 23  | 24 | 25 | 26 | 27 | 28 | 29 |
| 30  | 31 |    |    |    |    |    |

| 6월 |    |    |    |    |    |    |
| 일  | 월 | 화 | 수 | 목 | 금 | 토 |
|     |    | 1  | 2  | 3  | 4  | 5  |
| 6   | 7  | 8  | 9  | 10 | 11 | 12 |
| 13  | 14 | 15 | 16 | 17 | 18 | 19 |
| 20  | 21 | 22 | 23 | 24 | 25 | 26 |
| 27  | 28 | 29 | 30 |    |    |    |

| 7월 |    |    |    |    |    |    |
| 일  | 월 | 화 | 수 | 목 | 금 | 토 |
|     |    |    |    | 1  | 2  | 3  |
| 4   | 5  | 6  | 7  | 8  | 9  | 10 |
| 11  | 12 | 13 | 14 | 15 | 16 | 17 |
| 18  | 19 | 20 | 21 | 22 | 23 | 24 |
| 25  | 26 | 27 | 28 | 29 | 30 | 31 |

| 8월 |    |    |    |    |    |    |
| 일  | 월 | 화 | 수 | 목 | 금 | 토 |
| 1   | 2  | 3  | 4  | 5  | 6  | 7  |
| 8   | 9  | 10 | 11 | 12 | 13 | 14 |
| 15  | 16 | 17 | 18 | 19 | 20 | 21 |
| 22  | 23 | 24 | 25 | 26 | 27 | 28 |
| 29  | 30 | 31 |    |    |    |    |

| 9월 |    |    |    |    |    |    |
| 일  | 월 | 화 | 수 | 목 | 금 | 토 |
|     |    |    | 1  | 2  | 3  | 4  |
| 5   | 6  | 7  | 8  | 9  | 10 | 11 |
| 12  | 13 | 14 | 15 | 16 | 17 | 18 |
| 19  | 20 | 21 | 22 | 23 | 24 | 25 |
| 26  | 27 | 28 | 29 | 30 |    |    |

| 10월 |    |    |    |    |    |    |
| 일   | 월 | 화 | 수 | 목 | 금 | 토 |
|      |    |    |    |    | 1  | 2  |
| 3    | 4  | 5  | 6  | 7  | 8  | 9  |
| 10   | 11 | 12 | 13 | 14 | 15 | 16 |
| 17   | 18 | 19 | 20 | 21 | 22 | 23 |
| 24   | 25 | 26 | 27 | 28 | 29 | 30 |
| 31   |    |    |    |    |    |    |

| 11월 |    |    |    |    |    |    |
| 일   | 월 | 화 | 수 | 목 | 금 | 토 |
|      | 1  | 2  | 3  | 4  | 5  | 6  |
| 7    | 8  | 9  | 10 | 11 | 12 | 13 |
| 14   | 15 | 16 | 17 | 18 | 19 | 20 |
| 21   | 22 | 23 | 24 | 25 | 26 | 27 |
| 28   | 29 | 30 |    |    |    |    |

| 12월 |    |    |    |    |    |    |
| 일   | 월 | 화 | 수 | 목 | 금 | 토 |
|      |    |    | 1  | 2  | 3  | 4  |
| 5    | 6  | 7  | 8  | 9  | 10 | 11 |
| 12   | 13 | 14 | 15 | 16 | 17 | 18 |
| 19   | 20 | 21 | 22 | 23 | 24 | 25 |
| 26   | 27 | 28 | 29 | 30 | 31 |    |